# Sildenafil
Il citrato di sildenafil, noto commercialmente come Viagra, è un farmaco sviluppato dall'azienda Pfizer e utilizzato principalmente come rimedio contro la disfunzione erettile.
Inizialmente studiato come cura dell'angina pectoris, durante i test mostrò scarsa efficacia in tal senso mentre le maggiori evidenze furono a carico degli effetti collaterali, il principale dei quali era la comparsa di un'erezione.
Brevettato nel 1996 e approvato dalla FDA come farmaco contro la disfunzione erettile il 27 marzo 1998, in Italia il brevetto è scaduto il 22 giugno 2013, aprendo il mercato anche a medicinali equivalenti contenenti lo stesso principio. Nel 2005 il farmaco è stato approvato dalla FDA e dall'Agenzia europea per i medicinali anche per il trattamento dell'ipertensione polmonare di classe II e III secondo la classificazione dell'Organizzazione mondiale della sanità.

## Storia
Fu sintetizzato nel 1989 da un gruppo di chimici della Pfizer che ricercavano sostanze adatte al trattamento dell'ipertensione arteriosa e dell'angina pectoris. Il farmaco dimostrò da subito di avere scarsi effetti su tali patologie ma di essere molto efficace nel trattamento della disfunzione erettile. La prima commercializzazione avvenne infatti nel 1998 esclusivamente con tale indicazione clinica.
Il sildenafil nel tempo è stato oggetto di fenomeni di disease mongering, come anche i suoi simili, dal momento che spesso è usato fuori dai precisi e rigidi criteri medici di trattamento della disfunzione erettile, quanto piuttosto per uso ricreazionale come ormai una rilevante letteratura scientifica sugli inibitori della fosfodiesterasi-5 documenta.
Inoltre, la creazione dell'entità "disfunzione erettile", come un disturbo medico grave, diffuso e curabile si è sviluppato con l'introduzione del Viagra. Infatti, esso è stato lanciato nel 1998 con una campagna di pubbliche relazioni a livello mondiale senza precedenti, come Joel Lexchin descrive in un numero di PLoS Medicine, ciò secondo raffinate tecniche di disease mongering.

## Farmacodinamica
Il fenomeno dell'erezione è dovuto a un rilassamento della muscolatura liscia dei corpi cavernosi del pene cui segue una vasodilatazione arteriosa. La parallela costrizione dei vasi venosi determina ristagno di sangue cui segue l'erezione. Il rilassamento dei muscoli lisci dei corpi cavernosi è un fenomeno mediato dall'ossido di azoto (NO). Esso attiva l'enzima guanilato ciclasi che catalizza la trasformazione della guanosina trifosfato (GTP) in guanosina monofosfato ciclico (cGMP) che stimola il rilassamento muscolare. Il cGMP viene degradato a opera di una fosfodiesterasi di cui si conoscono almeno 11 isoenzimi. Nei corpi cavernosi la fosfodiesterasi coinvolta è la fosfodiesterasi di tipo 5 (PDE5).
Il sildenafil agisce inibendo la PDE5, il che causa un aumento dell'afflusso di sangue, a seguito dell'aumento della concentrazione di cGMP, cui segue un miglioramento dell'erezione. Ai dosaggi terapeutici il sildenafil non produce erezione in assenza di stimolazione sessuale.
In commercio esistono altri farmaci in grado di inibire la PDE5: il tadalafil (Cialis), il vardenafil (Levitra) e l'avanafil (Spedra).

## Farmacocinetica
Il sildenafil viene assunto per bocca e viene assorbito in maniera rapida dall'intestino. La concentrazione ematica del farmaco, in effetti, raggiunge i valori massimi entro un'ora dall'assunzione. La sua biodisponibilità si aggira intorno al 40% a causa del forte effetto di primo passaggio epatico. Il sildenafil viaggia nel sangue legato per oltre il 95% alle proteine plasmatiche.
Il farmaco viene metabolizzato a livello epatico da due citocromi: il citocromo 3A4 e il citocromo 2C9. Il principale metabolita ottenuto è l'N-demetil sildenafil il quale è ancora farmacologicamente attivo (è in grado di inibire la PDE5 con una potenza, rispetto al sildenafil, del 50%). Sia il farmaco sia i suoi metaboliti vengono eliminati, principalmente attraverso la bile, nelle feci. Una piccola parte, invece, viene eliminata attraverso le urine.
L'emivita del sildenafil è di circa 3,5 ore.

## Avvertenze
Grave ipertensione arteriosa polmonare o classe III: sin dal 2005 è stato confermato l'uso del farmaco in pazienti gravemente limitati nelle normali attività quotidiane e con dispnea a riposo.
Ipertensione polmonare arteriosa di classe II: è stata approvato dall'AIFA nel 2010 l'utilizzo del sildenafil in terapia cronica, con piano terapeutico nazionale.
Ipertensione polmonare associata a malattia veno-occlusiva: l'impiego di vasodilatanti (prostaciclina) in caso di ipertensione polmonare associata a malattia polmonare veno-occlusiva può indurre edema polmonare, anche fatale. In caso di comparsa di edema polmonare con sildenafil, valutare la possibilità di malattia polmonare veno-occlusiva associata.
Stimolazione cardiaca beta adrenergica: il sildenafil sembra inibire la stimolazione cardiaca beta adrenergica. Infatti mentre gli effetti del sildenafil a livello cardiaco sono risultati minimi in condizioni di riposo, in condizioni di beta stimolazione o di sovraccarico pressorio sembrano rilevanti (il sildenafil ha diminuito le risposte cardiache indotte dalla dobutamina e gli effetti sistolici conseguenti alla beta stimolazione).
Tossicità oftalmica: i farmaci inibitori della fosfodiesterasi PDE5 sono associati a possibili effetti avversi a carico delle strutture dell'occhio. La causa di tali effetti è da ricercare nell'interazione del farmaco con la PDE6 oculare, enzima coinvolto nella fototrasduzione a cascata della retina. Il database dell'OMS contiene 892 segnalazioni di eventi avversi oculari associati all'impiego degli inibitori della PDE5. Per alcune reazioni avverse il rapporto di causalità è definito (alterazione della percezione cromatica e della luminosità, offuscamento della vista, iperemia congiuntivale, dolore oculare, fotofobia), per altre reazioni avverse il nesso di causalità è ritenuto possibile (neuropatia ottica anteriore ischemica non arteritica, midriasi, emorragia subcongiuntivale ed eventi vascolari a carico della retina). Fra tutte le segnalazioni di cecità, 82 sono state correlate al sildenafil. Se durante il trattamento con sildenafil compaiono problemi alla vista repentini, interrompere la somministrazione del farmaco.

## Usi clinici
Il sildenafil viene utilizzato per il trattamento della disfunzione erettile dovuta a cause organiche o psicogene. Il medicinale dovrebbe venir assunto circa un'ora prima del rapporto sessuale a stomaco vuoto sebbene i suoi effetti possano manifestarsi fino a quattro ore dopo. Generalmente si utilizzano dosi di farmaco variabili tra i 25 e i 100 mg, partendo dai quantitativi più bassi per poi aumentare a seconda della risposta.
Prima di cominciare a usare il sildenafil bisogna effettuare una completa valutazione clinica della persona.
In realtà il sildenafil non è necessariamente usato nelle disfunzioni erettili ma anche nell'ipertensione polmonare idiopatica o secondaria, patologia pericolosa per la comparsa di insufficienza cardiaca e respiratoria a lungo andare. È stato dimostrato che questo farmaco a dosaggi bassi, inibendo la fosfodiesterasi di tipo 5 è in grado di dilatare le arterie polmonari e bloccare la progressione dei sintomi senza azionare alcun processo di erezione.
Studi recenti hanno evidenziato come il sildenafil abbia una certa influenza nella conversione di tessuto adiposo bianco in tessuto adiposo bruno (il cosiddetto ''grasso buono''); ciò potrebbe potenzialmente aprire la strada a ulteriori impieghi della molecola nella lotta all'obesità, anche se i progetti in questa direzione sono ancora in fase embrionale.
Un altro campo in cui risultati incoraggianti sono emersi sul Sildenafil è il trattamento dell'insulinoresistenza e del prediabete, oltre al controllo glicemico, ma ulteriori studi sono in corso.

## Effetti collaterali
Gli effetti collaterali che più frequentemente si presentano nella terapia con sildenafil sono: congestione nasale, dispepsia, diarrea, cefalea, vomito, vampate, priapismo. Sono state riportate anche alterazioni del visus con disturbi nella discriminazione dei colori (probabilmente per inibizione della PDE5 retinica che sembra avere un ruolo importante in questo fenomeno). Per lo più questi effetti collaterali sembrano essere dose dipendenti.
L'uso del sildenafil è controindicato in tutte quelle persone che effettuano terapie a base di nitrati in quanto è in grado di potenziare l'azione dell'ossido nitrico (il sildenafil venne studiato all'inizio come farmaco antianginoso e solo successivamente gli studi clinici dimostrarono l'azione per cui è attualmente utilizzato).
Il farmaco è controindicato in persone con malattie cardiovascolari, con modificazioni anatomiche patologiche del pene (o con altre patologie che possono comportare un'erezione prolungata), con disfunzioni epatiche o renali. Precedentemente vi fu un ampio dibattito sulla pericolosità del sildenafil sul sistema cardiovascolare a seguito della segnalazione di decessi in persone in terapia con questo farmaco, sebbene non fosse possibile stabilire per tutte un nesso causativo tra l'evento avverso e il medicinale. Gli studi valutativi successivi non hanno evidenziato un aumento di decessi da cause cardiovascolari in persone facenti uso di sildenafil. Attualmente, si tende a considerare il sidenafil sicuro per quanto riguarda il sistema cardiovascolare. Tuttavia, persone con patologie a questo livello devono effettuare uno screening valutativo molto accorto.
Molti composti possono alterare la funzionalità del citocromo 3A4 (per induzione o inibizione) con conseguente modifica dei livelli ematici del farmaco. Alcune delle interazioni tra sildenafil e altri composti sono riportate nella seguente tabella:
| Composto          | Interazione con sildenafil                            |
| ----------------- | ----------------------------------------------------- |
| Succo di pompelmo | Aumento della concentrazione plasmatica di sildenafil |
| Eritromicina      | Aumento della concentrazione plasmatica di sildenafil |
| Itraconazolo      | Aumento della concentrazione plasmatica di sildenafil |
| Ketoconazolo      | Aumento della concentrazione plasmatica di sildenafil |
| Ritonavir         | Aumento della concentrazione plasmatica di sildenafil |
| Saquinavir        | Aumento della concentrazione plasmatica di sildenafil |
| Cimetidina        | Aumento della concentrazione plasmatica di sildenafil |
| Nicorandil        | Aumento dell'attività ipotensiva                      |
| Nitrati           | Aumento dell'attività ipotensiva                      |